# Без громадянства (телесеріал)
«Без громадянства» (англ. Stateless) — австралійський драматичний телесеріал, прем’єра якого відбулася на телеканалі ABC 1 березня 2020 року. Шість епізодів серіалу вийшли на платформі Netflix 8 липня 2020 року.
Ідея серіалу частково заснована на реальній історії австралійки Корнелії Рау (англ. Cornelia Rau), яка була незаконно затримана відповідно до урядової імміграційної програми.

## Синопсис
Сюжет серіалу зосереджений на чотирьох головних героях, що опинилися в центрі імміграційного утримання в австралійській пустелі: колишня стюардеса, яка рятується від тоталітарного культу; афганець, що разом із дочкою переховується від переслідувань талібів; молодий батько-австралієць у пошуках роботи; чиновниця, що намагається уникнути національного скандалу. Коли перетинаються їхні такі різні життя, між героями виникають глибокі емоційні зв'язки.
Наприкінці шостого епізоду зазначається, що серіал заснований на реальних історіях іммігрантів, затриманих австралійським урядом. Необхідність докорінних реформ з’ясувалася після затримання громадянки Австралії. Автори нагадують, що у світі понад 70 мільйонів людей шукають притулку від війни та переслідувань, причому половина з них — діти.

## Акторський склад

### Головні ролі
- Івонн Страховскі — Софі Вернер, колишня стюардеса
- Фейсал Баззі[en] — Амір, утікач із Афганістану
- Джай Кортні — Кем (Кемерон) Сендфорд, працівник охоронної компанії
- Ашер Кедді[en] — Клер Ковіц, нова директорка центру, представниця імміграційної служби

### Спеціальні ролі
- Кейт Бланшетт — Пет Мастерс, глава «танцювальної школи»
- Домінік Вест — Гордон Мастерс, глава «танцювальної школи»

### Інші ролі
- Марта Дюссельдорп[en] — Марго, сестра Софі
- Даррен Гільшенан[en] — Браян Ешворт, керівник охоронців
- Кейт Бокс — Дженіс, сестра Кема, громадська активістка
- Марія Ангеліко — Енджі Сенфорд, дружина Кема
- Рейчел Хаус[en] — Гаррієт, працівниця охоронної компанії
- Кларенс Раян — Саллі, чоловік Дженіс, працівник охоронної компанії
- Роуз Райлі — Шері, працівниця охоронної компанії
- Клод Джаббур — Фарід, утікач із Іраку, друг Аміра
- Сорая Хейдарі — Міна, старша дочка Аміра
- Хелана Сойрес — Росна, курдська утікачка з Ірану
- Кальвін Мвіта — Таіфа Дуале, утікач із Танзанії[7]

## Епізоди
| Номер | Назва                                                   | Режисер                            | Сценарист                      | Прем'єра на ABC | Прем'єра на Netflix |
| ----- | ------------------------------------------------------- | ---------------------------------- | ------------------------------ | --------------- | ------------------- |
| 1     | Обставини прибуття The Circumstances in Which They Come | Емма Фріман Emma Freeman           | Еліза Мак-Креді Elise McCredie | 1 березня 2020  | 8 липня 2020        |
| 2     | Інкогніта Incognita                                     | Емма Фріман Emma Freeman           | Еліза Мак-Креді Elise McCredie | 8 березня 2020  | 8 липня 2020        |
| 3     | Правильна річ The Right Thing                           | Емма Фріман Emma Freeman           | Белінда Чайко Belinda Chayko   | 15 березня 2020 | 8 липня 2020        |
| 4     | Біжи, Софі, біжи Run Sofie Run                          | Джоселін Мургауз Jocelyn Moorhouse | Еліза Мак-Креді                | 22 березня 2020 | 8 липня 2020        |
| 5     | Хліб ангелів Panis Angelicus                            | Джоселін Мургауз Jocelyn Moorhouse | Белінда Чайко                  | 29 березня 2020 | 8 липня 2020        |
| 6     | Сьоме коло The Seventh Circle                           | Джоселін Мургауз Jocelyn Moorhouse | Еліза Мак-Креді                | 5 квітня 2020   | 8 липня 2020        |

## Український переклад
Українські субтитри – Netflix. Двоголосий закадровий переклад українською мовою робиться користувачами Olegolas, Artymko, KohinSan.

## Цікаві факти про серіал «Без громадянства»
- Ідея серіалу заснована на історії Корнелії Рау, австралійки німецького походження, яка приєдналася до культу (під прикриттям «групи самопомочі»), заснованому Кеном Даєром та Джен Гамільтон. Корнелія Рау була затримана без документів та провела десять місяців у жіночій тюрмі та в Імміграційному центрі Бакстера (Baxter immigration center).[10]
- Зображений в серіалі культ має назву GOPA — Growing One's Potential Achievement («Зростання потенційних досягнень»). В основі назви — імена вигаданих засновників, Гордона і Пем Мастерсов. Реальний культ, жертвою якого стала Корнелія Рау, називався KENJA — також скорочення від імен засновників, Ken Dyers та Jan Hamilton.[11]